# 29 пальм (фильм, 2003)
«29 пальм» (англ. Twentynine Palms) — фильм режиссёра Брюно Дюмона, снятый по собственному сценарию в 2003 году. Главные (и практически единственные) роли исполняют Екатерина Голубева и Дэвид Уиссак.

## Сюжет
Дэвид и Катя путешествуют на автомобиле по американской пустыне (национальный парк Джошуа-Три в юго-восточной части Калифорнии). Периодически странное, переходящее в истерику, поведение Кати приводит к ссорам, которые пара гасит страстным сексом в придорожных мотелях. Нарастающее взаимное отчуждение отчасти связано с тем, что американец Дэвид и русская Катя вынуждены общаться между собой на смеси английского и французского языков, плохо понимая друг друга в буквальном смысле.
Путешествие внезапно обрывается, когда их машину таранит большой белый пикап. Трое мужчин нападают на Дэвида и Катю. Двое из них избивают Дэвида и заставляют Катю смотреть, как третий насилует его.
Катя и серьёзно раненый Дэвид возвращаются в мотель. Дэвид отказывается вызвать полицию. Через некоторое время в порыве безумия он набрасывается на Катю с ножом и убивает её. В финальной сцене тело Дэвида посреди пустыни обнаруживает полицейский.

## В ролях
| Актёр              | Роль  |
| ------------------ | ----- |
| Екатерина Голубева | Катя  |
| Дэвид Уиссак       | Дэвид |

## Темы и интерпретации

### Маскулинность Дэвида
Дэвид вынужден постоянно подтверждать свою мужественность, режиссёр недвусмысленно показывает комплекс маскулинности Дэвида на протяжении всего фильма. Дэвид постоянно переживает за свой автомобиль, большой красный внедорожник «Хаммер»: с неохотой пускает Катю за руль и оказывается сильно расстроен, когда она в результате неаккуратного вождения царапает дверь ветками придорожных кустов и смеётся над ним. Поведение Дэвида во время секса с Катей выдаёт его постоянное желание доминировать. Когда однажды Катя обращает внимание на бритоголовых морских пехотинцев, отмечая, что находит их «по-настоящему красивыми и мужественными», то Дэвид тут же спрашивает, хочет ли она, чтобы он тоже побрил голову. В сцене со сбитой собакой Дэвид ведёт себя подчёркнуто цинично, чтобы выглядеть мужественным.
Сцена с изнасилованием содержит ту же метафору с «Хаммером» — большой комфортабельный красный внедорожник Дэвида выглядит уязвимым в сравнении с протаранившим его огромным белым пикапом, как и он сам перед одетым в белую футболку насильником. В финальной сцене обезумевший Дэвид пытается вернуть свою мужественность, побрив голову, и устраняет свидетельницу своего позора — Катю.

### Пустыня

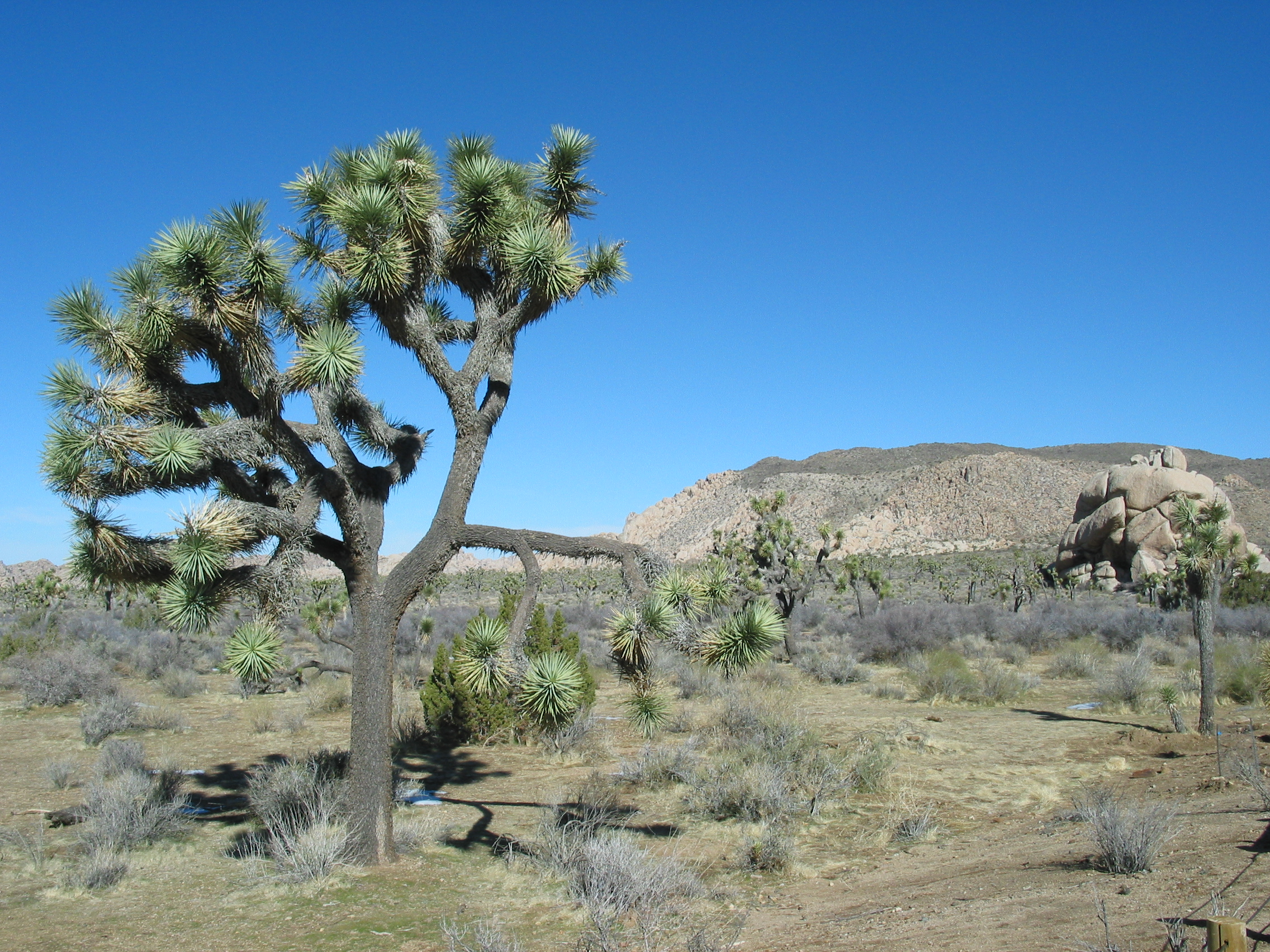
Пустынный пейзаж национального парка Джошуа-Три

Кинокритик Катя Никодемус предлагает одну из трактовок сюжета «29 пальм» — «изгнание Адама и Евы из Рая». Сухая и безжизненная пустыня является слишком жестокой версией Рая, поэтому изгнание тоже было жестоким.
Дмитрий Десятерик в статье для журнала «Искусство кино» пишет, что пустыня, как и остальное пространство в фильме является метафорой скрытой угрозы — белый джип с бандитами появляется из этого пространства подобно хищникам в саванне.
Секс в пустыне — очевидная аллюзия на фильм Микеланджело Антониони «Забриски-пойнт».
Сцена, в который Дэвид перемещается по камням на корточках и сцена убийства, в которой показан опускающийся нож, отсылают к первой части «Космической одиссеи 2001» — поза австралопитеков и сцена с костью.

## Критика
Мнения кинокритиков разделились. Реакция на фильм была как резко отрицательной, так и сдержанно положительной. Рейтинг фильма на сайте Rotten Tomatoes составляет 42 %.
Станислав Зельвенский, обозреватель журнала «Афиша»: «„29 Пальм“ не затягивают, а потому и о катарсисе речи нет. По правде сказать, это самое претенциозное, наглое и, чего уж там скрывать, скучное кино на моей памяти».
«Одним словом, „Двадцать девять пальм“ — кино очень красивое, достаточно скучное и невыносимо манерное. Дюмон словно каждым кадром приглашает зрителей подивиться тем, насколько он странный и непредсказуемый режиссёр», — пишет кинокритик Михаил Трофименков.
Стивен Холден обращает внимание на то, что сюжет фильма, обращение Брюно Дюмона к теме безумия, вызванного мощными инстинктами и эмоциональной нестабильностью, стоит рассматривать в контексте других работ режиссёра — фильмов «Жизнь Иисуса» и «Человечность». В своей рецензии для «The New York Times» Холден пишет о режиссёре:

«…Бывший профессор философии, он является серьёзным и, по всей видимости, лишённым чувства юмора гоббсовским эстетом, использующим кино как средство доставки своего послания о способности человека к проявлению жестокости и насилия».
Оригинальный текст (англ.)…A former philosophy professor, he is a serious and apparently humorless Hobbesian aesthete who uses film as a pulpit to drive home his messages about the human capacity for violence and cruelty.

## Награды и номинации
- Приз «Jose Luis Guarner» Special Mention — Кинофестиваль в Сиджесе, 2003 год[8].
- Номинация на приз «Золотой лев» — 60-й Венецианский кинофестиваль.